# Chiril Lucinschi
Chiril Lucinschi (n. 14 noiembrie 1970, Chișinău) este un politician din Republica Moldova, fost deputat în Parlamentul Republicii Moldova în fracțiunea PLDM și fost jucător profesionist de baschet. El este fiul celui de-al doilea Președinte al Republicii Moldova, Petru Lucinschi.

## Biografie
Chiril Lucinschi s-a născut pe 14 noiembrie 1970, în Chișinău, RSS Moldovenească, Uniunea Sovietică.
Între 1988 și 1992 a studiat la Institutul de Cultură Fizică de Stat, în Moscova, Uniunea Sovietică, la absolvire devenind antrenor și Maestru în sport.
Din 1995 până în 1997 a studiat la Academia Diplomatică din Moscova, Federația Rusă. La absolvire a primit diplomă în relații economice internaționale.
Între 1986–1990 și apoi 1991–1993 el a fost jucător profesionist de baschet în Liga Rusă Superioară de baschet și Super Liga. În sezonul 1990–1991 a jucat în Liga Superioară de baschet din Danemarca.

## Activitate profesională

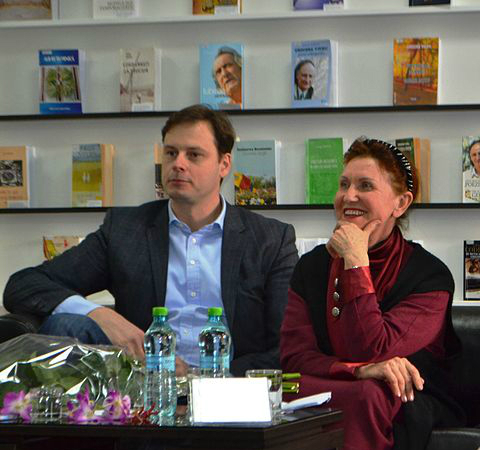
Chiril Lucinschi și Ninela Caranfil la lansarea CD-ului „Cântare limbii române”. Versuri de Grigore Vieru. Lectura Ninela Caranfil, Adelina și Alexandru Andrei, Biblioteca Municipală B. P. Hasdeu, 11.02.2015

Între 1994 – 1995, Chiril Lucinschi a fost secretarul al 3-lea în cadrul Ambasadei Republicii Moldova în Federația Rusă. Între iunie–septembrie 1997 a fost șef-adjunct în departamentul relațiilor economice internaționale la Ministerul Afacerilor Externe al Republicii Moldova.
Din septembrie 1997 până în decembrie 1999 a îndeplinit funcția de director, iar apoi vicedirector la Agenția Națională pentru Atragerea Investițiilor pe lângă Guvernul Republicii Moldova.
Începând cu decembrie 1999 până în 2002 a fost reprezentantul „Investment Project Agency AG” (Elveția) în Republica Moldova.
Din 2002 până în prezent este președinte al Fundației „Europa Liberă - Moldova”. Din 2004 până în 2008 el a fost vice-președintele Comitetului Național Olimpic din Moldova.
În iunie 2010 a devenit președinte al Asociației Naționale Patronale a Operatorilor de Radio din Republica Moldova.
Din decembrie 2010 până în 2017 a fost deputat în Parlamentul Republicii Moldova, din partea fracțiunii Partidului Liberal Democrat din Moldova.
Chiril Lucinschi mai este și președintele consiliului de directori al “AnaliticMedia-Grup” S.A. și patronează două posturi de televiziune – „TV8” și „ТНТ Bravo - Moldova”.
La 16 ianuarie 2014 acesta a devenit președintele „Comisiei parlamentare cultură, educație, cercetare, tineret, sport și mass-media”, care se va ocupa de modificările la Codul Audiovizualului. În februarie 2017, Chiril a depus mandatul de deputat pentru a se implica într-un proiect legat de televiziunea TV7 (actualmente TV8).

## Viața personală
Eu nu exclud că în tot ce se întâmplă în Republica Moldova sunt implicate și servicii speciale. 
Chiril Lucinschi este fiul cel mic al celui de-al doilea Președinte al Republicii Moldova, Petru Lucinschi și al Antoninei Lucinschi. El are un frate mai mare pe nume Sergiu.
În 1995 Chiril Lucinschi s-a căsătorit cu Ana, împreună cu care are patru copii: Petru (n. 1995), Alexandra(n.1997), Egor(n.2002) și Pavel (n.2004) .
Chiril Lucinschi vorbește limbile română, rusă și engleză.

## Distincții și decorații
Pe 24 iulie 2014, Chiril Lucinschi alături de un grup de alte 49 de persoane, a fost decorat cu „Ordinul Gloria Muncii” de către Președintele Republicii Moldova, Nicolae Timofti, „pentru contribuții decisive la desăvârșirea obiectivului major de politică externă al Republicii Moldova – asocierea politică și integrarea economică cu Uniunea Europeană”.
Patru zile mai târziu acesta a decis să renunțe la distincție, expediind o scrisoare către Aparatul Președintelui în care își exprimă gratitudine pentru distincția acordată, dar propune ca numele său să fie exclus din lista celor decorați.
El și-a motivat decizia prin faptul că „țara are oameni demni, care ar trebui decorați.” În scrisoare, Lucinschi exemplifică prin numele câtorva pedagogi cu o experiență de 40 și mai mulți ani, cărora propune să le fie conferite distincții. Pe 29 iulie Președintele Nicolae Timofti a semnat decretul prin care numele lui Chiril Lucinschi a fost exclus din lista persoanelor decorate.